# Boljoon
Boljoon è una municipalità di quinta classe delle Filippine, situata nella Provincia di Cebu, nella Regione del Visayas Centrale.
Biljoon è formata da 11 baranggay:
- Arbor
- Baclayan
- El Pardo
- Granada
- Lower Becerril
- Lunop
- Nangka
- Poblacion
- San Antonio
- South Granada
- Upper Becerril